# Spellingwijziging

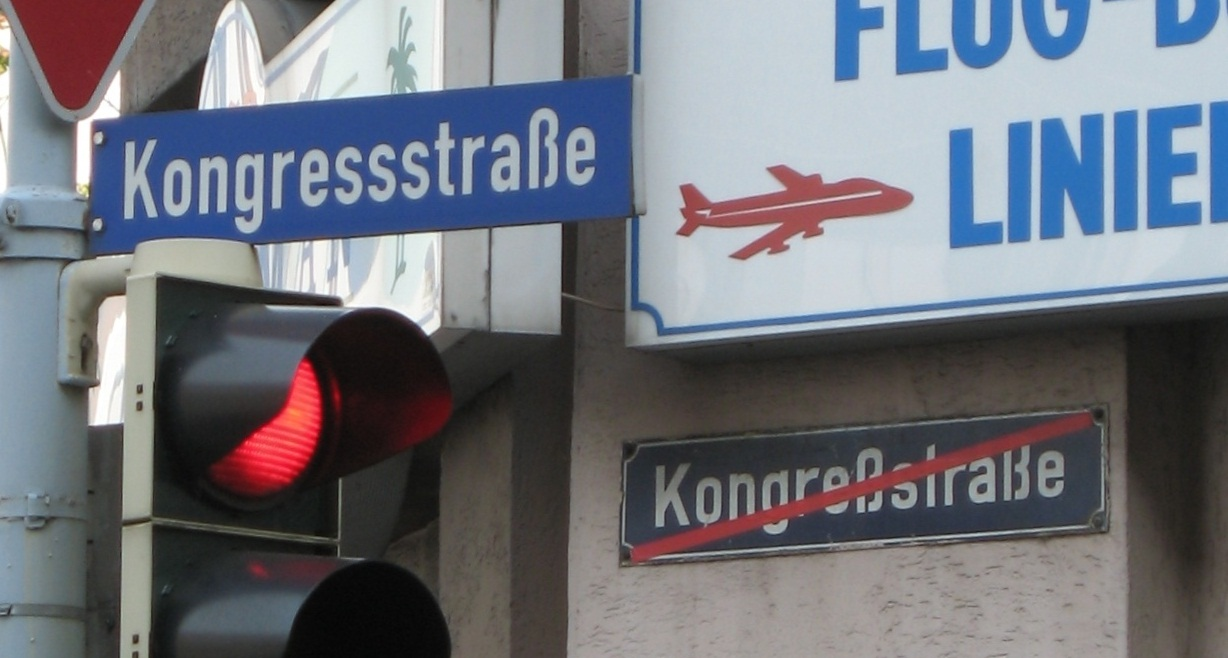
Een Duits straatnaambord met de oude en hervormde spelling

Een spellingwijziging, spelling(s)hervorming of spellingherziening is een verandering van de officiële spelling van een taal die meestal wordt doorgevoerd door een regering of officiële instantie. Spellingwijzigingen maken onderdeel uit van taalpolitiek en taalplanning, en vaak ook van taalhervorming.
Twee talen waarin sinds de jaren 90 vrij ingrijpende spellingshervormingen zijn doorgevoerd zijn het Duits en het Nederlands. 

## Weerstand
Een verandering van de officiële spelling wekt bij sommigen weerstand op, omdat een veranderend woordbeeld hen verplicht het vertrouwde woordbeeld los te laten.
Een voorbeeld is dat naar aanleiding van de laatste spellingsaanpassing van de Nederlandse spelling van 1 september 2005 enkele Nederlandse kranten en weekbladen in december 2005 besloten om de sinds 1995 doorgevoerde spellingwijzigingen te boycotten. Daaronder waren de Volkskrant, NRC Handelsblad, Trouw, Elsevier, Vrij Nederland, HP/De Tijd, De Groene Amsterdammer, de NOS en Planet Internet. Ook schrijvers als Connie Palmen, Maarten 't Hart, A.F.Th. van der Heijden, Tom Lanoye, René Appel en Nicolaas Matsier sloten zich aan bij de boycot, die is vastgelegd in het Witte Boekje. 
In Vlaanderen is deze boycot behoudens enkele kleine uitzonderingen nooit serieus genomen en houdt men zich aan de (officiële) regels van de Taalunie.
In Duitsland ontstond eveneens ophef over de nieuwste spellingshervormingen. Zo was lang niet iedereen het eens met het sinds de Duitse spellingwijziging van 1996 beperktere gebruik van de ß. Bij een kleinere Duitse spellingwijziging in 2006 werd een deel van de eerder doorgevoerde hervormingen teruggedraaid.